# Liliana Porter
Pour les articles homonymes, voir Porter.
Liliana Porter née en 1941 à Buenos Aires est une graveuse, photographe, sculptrice argentine. Elle vit et travaille à New York depuis 1964.

## Biographie
De 1954 à 1958, Liliana Porter étudie à la Escuela Nacional de Bellas Artes à Buenos Aires. Elle poursuit ses études jusqu'en 1961 à l'Université ibéro-américaine à Mexico. En 1964, elle s'installe à New York. Elle étudie la gravure à l'institut Pratt à Brooklyn.
En 1965, elle fonde le New York Graphic Workshop avec Luis Camnitzer (es) et José Guillermo Castillo. Au sein de ce collectif, elle renouvelle la pratique de la gravure en proposant un usage plus conceptuel des techniques d'impression.
Réalisé en 1968, Wrinkle est une série de 10 photographies qui montre le froissement d'une feuille de papier. Cette œuvre présente une dissonance, un décalage entre l'acte banal et l'importance qu'il revêt dans cette série.
À partir des années 1970, elle se met à la photographie et intègre des images de son propre corps, en écho aux préoccupations féministes.
À partir des années 1990, elle crée des mises en scène minimales avec des figurines qu’elle associe à des dessins et des peintures. Elles trouvent ces petits personnages et différents objets de la culture populaire aux marchés aux puces.
Man With Hammer de 2006 qui fait partie de la série Forced Labor montrent une de ces figurines qui semble avoir cassé le mur de la galerie avec son marteau. Ces personnages confrontés à des tâches incommensurables inspirent l'empathie au public.
De 1991 à 2007, elle est professeure d'art au Queens College.
En 2017, elle fait partie de l'exposition Radical Women: Latin American Art, 1960–1985, proposé par le musée Hammer à Los Angeles.
En 2023, Les Abattoirs propose la première rétrospective en France du travail de Liliane Porter.

## Expositions
- Projects: Liliana Porter, Museum of Modern Art, New York, 1973

- Liliana Porter: Selección de obras, 1968–1990, Museo Nacional de Artes Plásticas, Montevideo, 1990

- Liliana Porter: Fragments of the Journey, 1968–1991, Bronx Museum of the Arts, New York, 1992

- Liliana Porter: Fotografía y ficción, Centro Cultural Recoleta, Buenos Aires, 2003

- Liliana Porter: El hombre con el hacha y otras situaciones breves, Fundación Costantini, Museo de Arte Latinoamericano de Buenos Aires, 2013
- Liliana Porter, le jeu de la réalité, Les Abattoirs, Toulouse, 1923

## Prix et distinctions
- Guggenheim Fellows, Fondation John-Simon-Guggenheim, 1980[5]
- Arts Fellowships, New York Foundation for the Arts, en 1985, 1996, 1999
- the Mid-Atlantic /NEA Regional Fellowship, 1994
- sept PSC-CUNY research awards de 1994 à 2004